# 方之中 (少将)
方之中（1907年—1987年），中国人民解放军将领、中国人民解放军开国少将。
曾任中国人民解放军第67军军参谋长。1955年，授予中国人民解放军少将。